# Диаш де Новаиш, Паулу
Па́улу Ди́аш де Нова́иш (порт. Paulo Dias de Novais; ок. 1510 — 9 мая 1589) — португальский дворянин (фидалгу) и колонизатор Африки. Известен как первый губернатор Анголы и основатель города Луанды.

## Биография
Сын Антониу Диаша де Новаиш и его жены Жоаны Фернандеш. Внук мореплавателя Бартоломеу Диаша.
20 декабря 1559 года в качестве командира эскадры отправился с португальским посольством в королевство Ндонго (северная Ангола), с целью связаться с его легендарным королём Нголой Килуанджи. В итоге оказался в заключении, но был освобождён в 1565 или 1566 году, под обещание отправиться в Португалию за военной помощью против кампании, начатой Килоанго-Киконго, опасным соперником Нголы Килуанджи.
В 1571 году король Себастьян (1568—1578) назначил Диаша капитаном-губернатором Анголы, на условиях, что тот расширит территории, а так же построит крепости и церкви, сделает пожертвование. 23 октября 1574 года Паулу Диаш с четырьмя сотнями солдат и сотней семей поселенцев отплыл из Лиссабона. 11 февраля 1575 года приплыл к острову Илья де Луанда. Там уже было около семи поселений, насчитывавших в сумме несколько беженцев и около сорока португальцев, наживавшихся на работорговле. Считается, что поселениям уже было несколько лет, поскольку была построена церковь. 29 июня 1576 года к Паулу Диашу прибыли послы от короля Нголы Килуанджи, который разрешил португальцам перебраться на материк, к старому холму Сан-Паулу, где Диаш заложит деревню (сейчас это столица Анголы, город Луанда).
После этого Паулу Диаш ушёл в сторону земель королевства Ндонго, пытаясь найти легендарные серебряные рудники, и продвигаясь по долине реки Кванза до её слияния с рекой Лукала, Диаш положит начало деревне Массангано (1583).
Умер в этой деревне в 1589 году и был похоронен там же, перед церковью в каменной гробнице. В 1609 году его прах был передан иезуитской церкви в Луанде.